# Castillejo-Sierra
Castillejo-Sierra es un municipio y localidad española de la provincia de Cuenca, en la comunidad autónoma de Castilla-La Mancha. El término municipal tiene una poblacioń de 33 habitantes (INE 2024).

## Historia
A mediados del siglo XIX, el lugar tenía contabilizada una población de 246 habitantes. La localidad aparece descrita en el sexto volumen del Diccionario geográfico-estadístico-histórico de España y sus posesiones de Ultramar de Pascual Madoz de la siguiente manera: 

CASTILLEJO DE LA SIERRA: l. con ayunt. en la prov. y dióc. de Cuenca (5 leg.), part. jud. de Priego (3), aud. terr. de Albacete, c. g. de Madrid (23): sit. en la cúspide de una loma algo elevada por el E. y S. y casi llana por O. y N.: el clima es templado, los vientos mas frecuentes los del N. y S., y las enfermedades mas comunes las tercianas: se compone de 90 casas, salas consistoriales y cárcel en un mismo edificio, escuela de primeras letras dotada con 18 fan. de trigo; igl. parr. de primer ascenso (Ntra. Sra.de la Asuncion) servida por un cura y un teniente para el anejo Fresneda; una ermita dedicada a la Virgen del Cerro, sit. hacia la parte S. y otra al N. titulada de San Sebastian, ambas en las inmediaciones del pueblo: para el surtido de este hay una fuente y varios manantiales de aguas dulces y delgadas. Confina el térm. N. con Fresneda (1/4 leg.); E. la Frontera (1); S. Rivatajadilla (1), y O. Poyatos (2) y Arcos (1): en él se encuentran bastantes huertas con árboles frutales; al N. y E. montes poblados de pinos, y al E. una deh. cultivada en parte y con bastante roble. El terreno es de mediana calidad, le atraviesa un riach. que viene del NE., y otro, que naciendo á la parte del E., pasa por el S. del pueblo. Los caminos son de herradura y en mal estado: la correspondencia la conduce de la cap. de prov., 2 voces á la semana, un propio pagado por los vec. de los pueblos de las inmediaciones. prod.: poco trigo, centeno, judias y patatas en abundancia; hay cria de ganado lanar, cabrio y algo de vacuno para la labor; y caza de venados, javalies, liebres y conejos. ind.: un molino harinero, y algunos vec. se dedican á arreglar maderas. pobl.: 62 vec., 246 alm. cap. prod.: 619,080 rs. imp.: 30,954 rs.; importe de los consumos 2,396 rs. 16 mrs.
(Madoz, 1847, pp. 186-187)

## Demografía
Castillejo-Sierra cuenta con una población de 33 habitantes (INE 2024).
| Gráfica de evolución demográfica de Castillejo-Sierra entre 1842 y 2021                                             |
| |
| Población de derecho según los censos de población del INE Población de hecho según los censos de población del INE |

## Administración
| Periodo   | Nombre                     | Partido |
| --------- | -------------------------- | ------- |
| 2003-2007 | María-Ángeles Clares Pérez | PSOE    |
| 2007-2011 | Pedro Benita García        | PSOE    |